# Odreagowywanie
Odreagowywanie inaczej abreakcja – emocjonalna reakcja na jakieś wydarzenie lub wspomnienie, pełniąca rolę oczyszczającą. Jest to technika służąca pacjentowi w uzewnętrznianiu przeżytych emocji, polegająca na wysłuchaniu, towarzyszeniu w płaczu, krzyku czy innym wyrażaniu odczuć. Ma na celu doświadczenie poczucia ulgi.
Przynosi korzyści, co znajduje odzwierciedlenie w potocznym języku: „odreagować płaczem” czy „rozładować gniew”. W przypadku braku abreakcji, emocje związane z danym wydarzeniem pozostają zatrzymane w osobie, utrwalone przez wspomnienie. W terapii analitycznej pacjent może ponownie przeżyć daną emocję i ją odreagować, co sprzyja przywróceniu wewnętrznej równowagi.